# 徐青 (船舶设计专家)
徐青（1960年10月—），湖北武汉人，中国船舶设计专家，中国船舶集团公司首席技术专家，中国工程院院士。

## 生平
1982年本科毕业于上海交通大学机械工程系液压传动及自动控制专业。